# Traffico di migranti

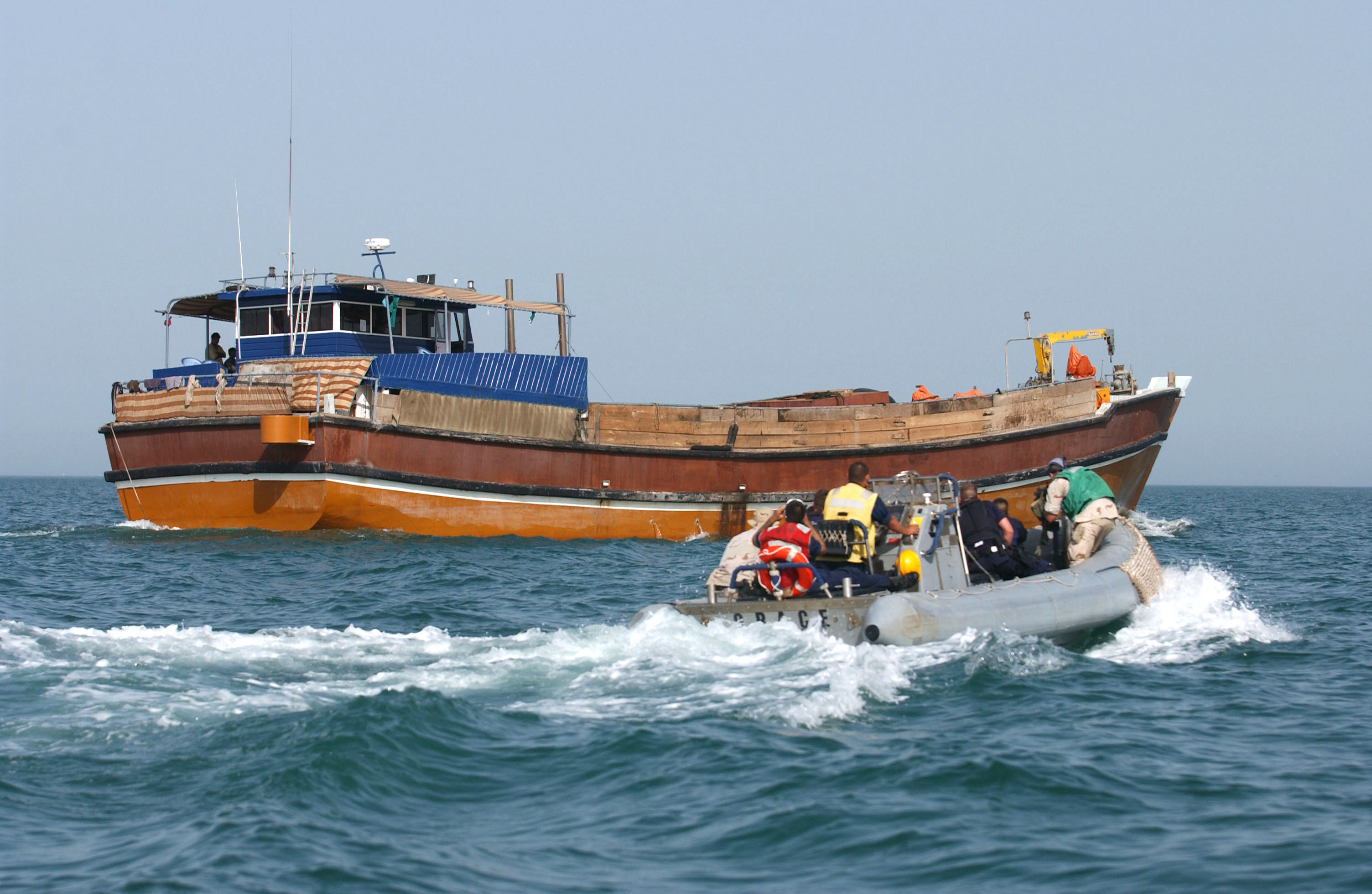
Una nave sospetta sta per essere bloccata in acque internazionali.

Il traffico di migranti (in inglese, migrant smuggling), detto anche favoreggiamento dell'immigrazione clandestina nell'ordinamento giuridico italiano, è definito nel Protocollo delle Nazioni Unite contro il traffico di migranti come: 
 A differenza della tratta di persone (in inglese, human trafficking), il traffico di migranti generalmente ha luogo con il consenso degli individui oggetto dello stesso, che si affidano a trafficanti (in inglese, smugglers) e ai cosiddetti "facilitatori"  e/o ai "passatori" per immigrare illegalmente in altri Paesi al fine di migliorare le proprie condizioni economiche o per fuggire da persecuzioni e conflitti.
In Italia, il favoreggiamento dell'immigrazione clandestina è punito ai sensi dell'articolo 12 del Testo unico sull'immigrazione del 1998 (D.lgs. 25 luglio 1998, n. 286), come modificato dalla Legge Bossi-Fini.

## Storia
Il traffico di migranti (migrant smuggling) ha visto un grande incremento negli ultimi decenni e oggi detiene una porzione considerevole di tutta l'immigrazione clandestina nel mondo. Il traffico ha luogo, in genere, con il consenso dei soggetti migranti, che lo fanno per ragioni di ordine economico, ergonomico, familiare o per sfuggire a un pericolo imminente.
Diversamente dalla tratta di esseri umani (human trafficking), il traffico si caratterizza dal consenso tra l'agente e la vittima, in altri termini in un contratto informale che si estingue al raggiungimento della destinazione prescelta.
Le operazioni di traffico sono complesse, e si articolano attraverso reti di diversi attori. Più tali reti si diramano, più i problemi aumentano. Con un numero maggiore o minore di attori nel mondo, il traffico implica un significativo impatto economico e giuridico sulla società, alimentando continuamente il dibattito in merito alle soluzioni più opportune da adottare.
Molte persone che acconsentono al traffico fuggono dalla povertà, scorgendo nuove opportunità o fuggendo da disastri naturali quali terremoti o sociali quali guerre e persecuzioni. Molti sperano nel diritto di asilo, ma mentre molti sono poveri e incolti, ci sono altri che provengono dalle classi medie. La sola generalizzazione che può essere fatta sulle vittime del traffico è che tutti sono alla ricerca di una vita migliore.

## Operazioni dei trafficanti
Il traffico di migranti è organizzato in base ad una serie di attività che spaziano dall'instaurare contatti sul posto fino a tessere relazioni criminali con i grandi gruppi criminali. Trafficanti di piccolo calibro di solito pianificano nel dettaglio tutte le operazioni di traffico; più comunemente, comunque, i trafficanti entrano in contatto con una fitta rete criminale caratterizzata dalla divisione del lavoro delle persone coinvolte. Nel passato, tale rete era tanto intricata che in alcuni paesi, quali ad es. il Messico, furono scoperti un centinaio di organizzazioni che agivano a tutti i livelli di potere.
Nel corso degli anni, i trafficanti si sono evoluti in maniera tale da diventare delle vere e proprie agenzie istituzionali criminali, ad es. dal Messico agli Stati Uniti, dall'Estremo Oriente all'Europa con l'apporto di diversi fattori concomitanti quali i deficit legislativi dei paesi di destinazione, il minimo controllo sulla frontiera e la corruzione delle forze dell'ordine.
La complessità della rete criminale dipende dalla rotta intrapresa e dalla natura del viaggio. Per le rotte che sono già conosciute, i trafficanti possono assumere le funzioni di una vera e propria impresa familiare e perseguire in apparenza degli onesti scopi. Ma più la rotta spazia attraverso i diversi paesi del mondo, più è facile coptare nuove vittime.

In generale, l'infrastruttura del traffico è di tipo moderno, senza una ben definita organizzazione né rigidamente strutturata ma diffusa e decentrata. I trafficanti stipulano alleanze commerciali effimere, mentre le organizzazioni transnazionali possono assumere vere e proprie task force nelle quali le attività criminali sono specializzate e controllate da soggetti che si relazionano tra di loro in base a contatti individuali. Nel sistema di affari descritto, non ci sono dei "padrini" o altri tipi di vertici come accade per la Mafia, ma i soggetti agiscono autonomamente e senza ordini precisi. 
(un anonimo trafficante)

## Traffico e tratta
Un'importante distinzione è tra "traffico" (smuggling) e "tratta" (trafficking). Data la complessità delle attività sopra accennate, la differenza fra queste due fattispecie criminose non è sempre palese, tanto che, al fine di analizzarne i limiti, è necessario prendere in considerazione entrambe.
Generalmente parlando, la "tratta" implica il trasporto di persone da un posto ad un altro contro la propria volontà o sotto qualche sorta di falsa scusa. Il "traffico", d'altro canto, implicitamente si riferisce ad un più stretto accordo tra trafficante e vittima. Tali differenze possono essere riscontrare nei Protocolli di Palermo che insistono sulla dicotomia "coercizione/consenso": mentre le persone oggetto della tratta sono considerate "vittime" o "sopravvissuti", i migranti irregolari si affidano volontariamente ai trafficanti per migrare in un modo che il Paese di destinazione considera illegale. Ciò è particolarmente evidente nella protezione prevista per ogni gruppo: il protocollo sulla "tratta" evidenzia la necessità di protezione per le vittime della tratta di esseri umani, mentre quello sul "traffico" contiene riferimenti sporadici sulla protezione delle vittime. Si considerino le seguenti differenze semantiche:
1. Consenso: le vittime da "tratta" sono state sottomesse con la forza o altro inganno o atto illecito. Tali persone non hanno espresso alcun consenso o, in seconda istanza, l'iniziale consenso è stato poi trasformato dalle reali intenzioni dei trafficanti;
2. Sfruttamento: l'interazione tra trafficanti e clienti solitamente termina all'atto del pagamento del prezzo o dell'arrivo a destinazione nel caso del "traffico". Le vittime della "tratta", d'altro canto, sono spesso coinvolte in più di un ciclo di sfruttamento;
3. Fonte dei profitti: gli iniziali profitti dal "traffico" derivano dal trasporto e dal "favoreggiamento dell'immigrazione clandestina", mentre quelli della tratta derivano dallo sfruttamento previsto.
4. Genere: le vittime del "traffico" sono spesso in maggioranza uomini, mentre quelle della "tratta" sono per lo più donne e bambini.

## Criminalistica
Orientativamente ogni paese nel mondo è interessato dal traffico di migranti, distinguendosi per vari indicatori quali paese d'origine, tipo di transito e provenienza.
Il traffico di migranti tra Stati Uniti e Messico è un crimine che sta aumentando progressivamente il volume di affari che nel 2003 si stima ammonti a circa 5 miliardi di dollari all'anno. Allo stesso modo, in Europa, i profitti del traffico sono stimati attorno ai 4 miliardi di euro all'anno.
Non si possono tralasciare, inoltre, i frequenti casi di decessi avvenuti durante il traffico. Nel 2004 ad es., sono stati registrati 464 vittime durante il percorso per raggiungere gli Stati Uniti dal Messico, e, ogni anno, si stimano circa 200 persone che annegano nel Mediterraneo a seguito della navigazione dal Nord Africa in Europa.
A causa della natura clandestina del traffico, le informazioni attualmente disponibili sono scarse e fuorvianti. Allo stesso modo, la verificabilità e significatività delle cifre è piuttosto difficile. Nel 2005 comunque si stimava un totale di 350.000 clandestini trasportati dal Messico verso gli Stati Uniti ed oltre 800.000 entrati in Europa.

## Criminogenesi
Il traffico di migranti – nello specifico il "favoreggiamento dell'immigrazione clandestina" – rappresenta a tutti gli effetti una condotta criminale. Un significativo fattore che può determinare il successo di tale attività risiede nella partecipazione di funzionari corrotti. In una relazione al Congresso, William D. Cadman, agente dell'antiterrorismo, disse: 
Data la pericolosità e la natura criminale delle operazioni di traffico, le vittime corrono spesso il rischio di subire altri reati anche a causa delle pessime condizioni di viaggio o tentativi di stupro da parte dell'equipaggio della nave. Siccome il traffico può generare notevoli profitti per coloro che sono coinvolti, non sono rari i casi in cui si alimenta indirettamente la corruzione delle autorità locali nei paesi di destinazione del traffico o che si trovano lungo il percorso.
Oltre ai trafficanti che agiscono da diversi paesi nel mondo, ci sono una miriade di altri attori che intervengono, anche in brevi e sporadiche comparse, negli affari e nelle attività criminali. Si tratta degli "oficefali" e dei "coyote" rispettivamente rappresentati da persone provenienti dalla Cina e dal Messico.

### Oficefali
Il termine "oficefali" (da ofis = serpente e cefalos = testa) si riferisce al gruppo criminale che opera nell'ambito del "favoreggiamento dell'immigrazione clandestina", specialmente di migranti cinesi verso l'occidente (il termine deriva dall'idea che i flussi migratori si diramano come serpenti). Agendo in un indeterminato mercato nero transnazionale, gli oficefali raggiungono considerevoli profitti dalle proprie operazioni, spesso visti con timore ma anche con riverenza. I primi oficefali si misero in proprio negli anni settanta accompagnando i clienti dei commerci in Hong Kong fino a raggiungere oggi dimensioni impressionanti del fenomeno. Nel 2000 fu arrestato Sister Ping, considerato uno dei più recidivi criminali del genere, che aveva sortito un volume di affari per più di quindici anni dalla Cina all'America.

### Coyotes
I "Coyotes" sono trafficanti messicani impegnati nel "favoreggiamento dell'immigrazione clandestina" dal Messico agli Stati Uniti. Nel corso degli anni, tali criminali hanno perfezionato la propria attività avvalendosi anche di avanzate tecnologie informatiche e politiche.

## Business del traffico
L'onorario dei trafficanti varia da paese a paese, ma nell'insieme, si registra un considerevole incremento di recente. Per tratte americane i compensi possono salire fino a 4000 dollari, mentre dalla Cina si arriva fino a 75000 dollari. Tali cifre, anche se esorbitanti, sono destinate ad aumentare man mano che i trafficanti divengono più esperti nel commercio.

### Traffico di droga
A causa della natura clandestina del traffico in alcuni paesi americani, ad es. il Messico, i cartelli della droga hanno iniziato ad infiltrarsi nella rete criminale. I cartelli sono costituiti non solo dai proventi dei Coyotes ma anche dall'approccio diretto coi trafficanti. Alla fine degli anni novanta, i cartelli messicani iniziarono a muoversi nel traffico imponendo un prezzo da pagare ai Coyotes per guidare gruppi di migranti lungo i territori controllati da loro. Più i cartelli sono coinvolti, più i trafficanti giocano un ruolo primario nella gestione degli affari tramite l'ingestione o l'iniezione di appositi contenitori, ripieni di droga, nel corpo delle vittime. Solitamente, i costi da sostenere per coprire le spese di viaggio sono sottratti ai proventi derivanti dagli immigrati che trasportano la droga in Messico.
La domanda se le organizzazioni transnazionali vogliono operare nei due diversi campi del traffico e del contrabbando è stata posta sia alle forze dell'ordine che ai servizi segreti.
Recentemente sono stati identificati sedici casi di organizzazioni criminali che contrabbandavano due tipi di oggetti allo stesso tempo. Quattro di questi casi coinvolgevano il traffico di migranti e di droga; tre di questi riguardavano gli Stati Uniti d'America.

## Difesa sociale
Gli sforzi globali per frenare il traffico si sono concentrati su casi individuali. Poco, invece, è stato fatto per smantellare le organizzazioni che rappresentano il sostrato del traffico. Seguendo i dati dell'UNODC l'individuazione dei trafficanti necessita di risposte multidimensionali che spaziano dall'analisi delle cause socio-economiche al modo per prevenirle nonché perseguirle.
Altre proposte cercano di basarsi non esclusivamente sulla repressione dell'industria del traffico ma sulla implementazione dell'attività amministrativa, suggerendo ai governi locali di predisporre misure più liberali sull'ingresso degli immigrati. In base a tale proposta, un terzo dei costi sui visti d'ingresso potrebbe ritornare agli immigrati dopo la loro partenza, con l'opzione di acquistare un visto aggiuntivo per coloro che dimostreranno di avere una fedina penale pulita.
Molto spesso, le proposte che tendono a prevenire il traffico dipendono da questioni economiche e/o burocratiche. Nel momento in cui nessuna delle su dette proposte riuscisse a scoraggiare il traffico, allora la questione sarà di esclusiva pertinenza delle forze dell'ordine.